# Карачун (гора)
Карачун (Карачун-гора) — гора поблизу міста Слов'янськ Донецької області України. Висота вершини — 167,6 м. На горі є крейдяний кар'єр, а біля її підніжжя протікає річка Сухий Торець. У 1976—1979 роках на Карачун-горі був побудований телерадіопередавальний центр зі щоглою висотою 222 м, яка в ніч на 1 липня 2014 року впала внаслідок бойових дій.
Через важливість стратегічного значення гори і розташованої на ній телевежі в ході війни на сході України 2014 року за Карачун протягом квітня — липня тривали бої між українськими захисниками та проросійськими збройними формуваннями.

## Назва
Назва гори перекладається з тюркських мов як «чорна смерть». Ця назва, ймовірно, пов'язана із тим, що через своє панівне становище гора допомагала першим поселенцям захищатися від набігів половців. Пізніше на горі розташовувалися козацькі дозори.

## Легенди
З горою Карачун пов'язана старовинна легенда. Нібито в стародавні часи на горі оселився опальний боярин Карачун зі своїми поплічниками. Поблизу гори проходив торговий шлях і боярин зі своєю бандою став займатися розбіями та пограбуванням. Награбоване золото Карачун ховав глибоко в горі. Коли цар дізнався про витівки опального боярина, він послав до нього своє військо. У цьому бою банда Карачуна була розбита, а сам він загинув. І з цього часу гора нібито і носить назву Карачун.
Згідно з іншою легендою, двоє братів — розбійників з банди Карачуна захотіли оволодіти дочкою місцевого лісника. Вона спробувала втекти від них, але розбійники наздогнали її на вершині гори. І тоді дівчина сказала: «Чим бути вашою полонянкою, краще вже я тут каменем ляжу! Та й ви, прокляті, щоб скам'яніли за вашу жорстокість і зло!». І в ту ж мить вона перетворилася в камінь, а слідом за нею скам'яніли і обидва брати. Нібито ці камені і понині лежать на вершині гори.

## Значення в ході війни на сході України

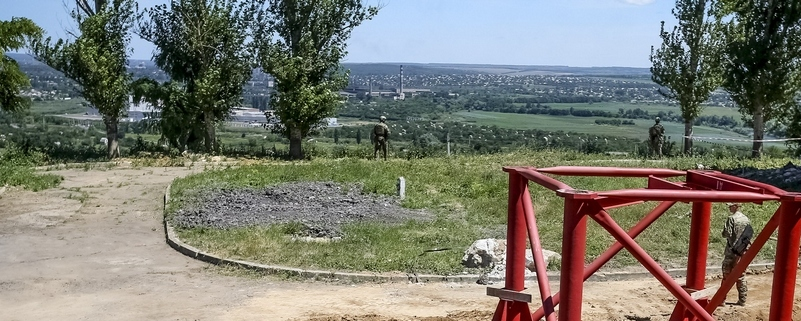
Вид на Слов'янськ з Карачуна. 2016 рік.

Через стратегічну важливість гори, її панівну висоту над містом та розташування на ній телевежі 2014 року в ході війни на сході України вона стала об'єктом затяжного протистояння між силами невизнаної «Донецької народної республіки» та українською армією. У ніч на 1 липня 2014 року в результаті обстрілу українських позицій на горі Карачун, обвалилася розташована на горі телевежа.
У жовтні 2016 року було заплановано відкрити новозбудовану телевежу на горі Карачун, що, однак, не сталося. Загалом передавачі вежі транслюватимуть 15 загальноукраїнських TV-каналів і 7 радіостанцій. Висота споруди становитиме 180 метрів, радіус її покриття — 62 км..
17 листопада 2016 р. повідомлено, що конструкція телевежі на горі Карачун готова до експлуатації і протягом одного-двох тижнів розпочне мовлення.
5 грудня 2016 року відбулося відкриття телевежі за присутності Президента України Петра Порошенка.
Нова вежа, змонтована на горі Карачун, коротша за попередню на 40 метрів, радіус покриття сигналом з неї становить 60 кілометрів (на підконтрольні Україні території). Тут встановлені передавачі 24 національних і місцевих телеканалів.